# David R. Bunch
David Roosevelt Bunch (* 7. August 1925 in Lowry City, Missouri; † 29. Mai 2000 in St. Louis) war ein US-amerikanischer Science-Fiction-Autor.

## Leben
Bunch leistete 1942 bis 1945 Kriegsdienst in der US Air Force und studierte an der Washington University in St. Louis, schloss 1949 ab und promovierte 1952 an der University of Iowa. Er arbeitete lange als Zivilkartograph für die National Geospatial-Intelligence Agency, ehe er 1973 freier Schriftsteller wurde.
Seine erste Science-Fiction-Erzählung Routine Emergency veröffentlichte er 1957, nachdem er bereits mehr als 200 Gedichte und Geschichten publiziert hatte. Zwei seiner surrealen Moderan-Kurzgeschichten waren in Harlan Ellisons wegweisender Anthologie Dangerous Visions enthalten und begründeten Bunchs Ruf als eine der wichtigen Stimmen der New Wave. Die 1971 erschienene Sammlung der oft sehr kurzen Moderan-Texte kann auch als dystopischer Episodenroman gelesen werden, der in einer von Cyborgs beherrschten Zukunft handelt, in der menschliche Eigenschaften selten geworden sind, weil sich die Menschen ihres Fleisches mehr und mehr entledigen. Die allegorischen, oft raffinierten Vignetten nahmen einige Motive und Ideen des Cyberpunk vorweg und stießen bei den Kritikern auf großes Lob, überstiegen aber oft das Verständnis der Leserschaft. Michael K. Iwoleit zählt David R. Bunch zu den eigenwilligen und brillanten Autoren, die nie die ihnen gebührende Anerkennung gefunden haben, wie Avram Davidson, R. A. Lafferty oder Barrington J. Bayley. Bei einer Umfrage der Science Fiction Studies im Jahre 1993 wurde nach den bedeutendsten zu Unrecht vergessenen Autoren und Büchern gesucht; Moderan war einer der beiden am häufigsten genannten Titel. Für Brian W. Aldiss war Moderan „ein einzigartiges Buch auf dem Gebiet der Science Fiction“.
Für seine Lyrik wurde David R. Bunch mehrfach ausgezeichnet.
Er starb im Alter von 74 Jahren nach mehreren Schlaganfällen in einem Pflegeheim.

## Bibliografie
Moderan (Kurzgeschichten)
- A Little Girl’s Xmas in Moderan (1958; auch: A Little Girl’s Xmas in Modernia, 1960; auch: A Little Girl’s Christmas in Modernia, 1961)
  - Deutsch: Weihnachten in Utopia. Übersetzt von Wulf H. Bergner. In: Helmuth W. Mommers und Arnulf D. Krauß (Hrsg.): Die Nacht der zehn Milliarden Lichter. Heyne SF&F #3106, 1967. Auch als: Weihnachtsfest eines kleinen Mädchens in Moderan. In: David R. Bunch: Festung Zehn: Moderan. 1974.
- The Flesh-Man from Far Wide (in: Amazing Science Fiction Stories, November 1959)
  - Deutsch: Der fleischerne Mann, der aus der Ferne kam. In: David R. Bunch: Festung Zehn: Moderan. 1974.
- Was She Horrid? (in: Fantastic Science Fiction Stories, December 1959)
  - Deutsch: War sie nicht schrecklich? In: David R. Bunch: Festung Zehn: Moderan. 1974.
- The Complete Father (in: Fantastic Science Fiction Stories, January 1960)
  - Deutsch: Der vollkommene Vater. In: David R. Bunch: Festung Zehn: Moderan. 1974.
- Getting Regular (in: Amazing Science Fiction Stories, August 1960)
  - Deutsch: Wieder auf dem rechten Weg. In: David R. Bunch: Festung Zehn: Moderan. 1974.
- A Husband’s Share (in: Fantastic Stories of Imagination, October 1960)
  - Deutsch: Schicksal eines Ehemannes. In: David R. Bunch: Festung Zehn: Moderan. 1974.
- Penance Day in Moderan (in: Amazing Science Fiction Stories, July 1960)
  - Deutsch: Tag der Buße in Moderan. In: David R. Bunch: Festung Zehn: Moderan. 1974.
- Remembering (in: Amazing Science Fiction Stories, April 1960)
  - Deutsch: Erinnerungen. In: David R. Bunch: Festung Zehn: Moderan. 1974.
- Strange Shape in the Stronghold (in: Fantastic Science Fiction Stories, March 1960)
  - Deutsch: Eine seltsame Gestalt kam in die Festung. In: David R. Bunch: Festung Zehn: Moderan. 1974.
- The Warning (in: Amazing Stories, November 1960)
  - Deutsch: Die Warnung. In: David R. Bunch: Festung Zehn: Moderan. 1974.
- The Final Decision (in: Amazing Stories, February 1961)
  - Deutsch: Der letzte Entschluß. In: David R. Bunch: Festung Zehn: Moderan. 1974.
- Black Cat Weather (in: Fantastic Stories of Imagination, February 1963; auch: It Was in Black Cat Weather, 1971)
  - Deutsch: Wenn die schwarzen Katzen kommen. In: David R. Bunch: Festung Zehn: Moderan. 1974.
- One False Step (in: Fantastic Stories of Imagination, May 1963)
  - Deutsch: Ein falscher Schritt. In: David R. Bunch: Festung Zehn: Moderan. 1974.
- Sometimes I Get So Happy (in: Fantastic Stories of Imagination, August 1963)
  - Deutsch: Manchmal werde ich so glücklich. In: David R. Bunch: Festung Zehn: Moderan. 1974.
- Survival Packages (in: Fantastic Stories of Imagination, April 1963)
  - Deutsch: Das Überlebensprogramm. In: David R. Bunch: Festung Zehn: Moderan. 1974.
- 2064, or Thereabouts (in: Fantastic Stories of Imagination, September 1964)
  - Deutsch: Ungefähr im Jahre 2064. In: David R. Bunch: Festung Zehn: Moderan. 1974.
- Playmate (in: Fantastic Stories of Imagination, May 1965)
  - Deutsch: Die Spielgefährtin. In: David R. Bunch: Festung Zehn: Moderan. 1974.
- Reunion (in: Amazing Stories, February 1965)
  - Deutsch: Das Wiedersehen. In: David R. Bunch: Festung Zehn: Moderan. 1974.
- The Walking Talking I-Don’t-Care Man (in: Amazing Stories, June 1965)
  - Deutsch: Der Mann, dem alles egal war. In: David R. Bunch: Festung Zehn: Moderan. 1974.
- Incident in Moderan (1967, in: Harlan Ellison (Hrsg.): Dangerous Visions)
  - Deutsch: Nur eine Feuerpause. Übersetzt von Wulf H. Bergner. In: Harlan Ellison (Hrsg.): 15 Science Fiction-Stories. Heyne-Anthologien #32, 1970. Auch als: Ein Vorfall. In: David R. Bunch: Festung Zehn: Moderan. 1974.
- How It Ended (in: Amazing Stories, January 1969)
  - Deutsch: Wie es endete. In: David R. Bunch: Festung Zehn: Moderan. 1974.
- A Glance at the Past (in: Fantastic, October 1970)
  - Deutsch: Ein flüchtiger Blick auf die Vergangenheit. In: David R. Bunch: Festung Zehn: Moderan. 1974.
- And So White Witch Valley (1971, in: David R. Bunch: Moderan)
  - Deutsch: Das Tal der Weißen Hexen. In: David R. Bunch: Festung Zehn: Moderan. 1974.
- Battle Won (1971, in: David R. Bunch: Moderan)
  - Deutsch: Die gewonnene Schlacht. In: David R. Bunch: Festung Zehn: Moderan. 1974.
- The Bird-Man of Moderan (1971, in: David R. Bunch: Moderan)
  - Deutsch: Der Herr der Vögel von Moderan. In: David R. Bunch: Festung Zehn: Moderan. 1974.
- Bubble-Dome Homes (1971, in: David R. Bunch: Moderan)
  - Deutsch: Die blasenförmigen Heime. In: David R. Bunch: Festung Zehn: Moderan. 1974.
- The Butterflies Were Eagle-Big That Day (1971, in: David R. Bunch: Moderan)
  - Deutsch: Die Schmetterlinge waren so groß wie Adler. In: David R. Bunch: Festung Zehn: Moderan. 1974.
- Educational (1971, in: David R. Bunch: Moderan)
  - Deutsch: Aus erzieherischen Gründen. In: David R. Bunch: Festung Zehn: Moderan. 1974.
- Has Anyone Seen This Horseman? (1971, in: David R. Bunch: Moderan)
  - Deutsch: Hat irgend jemand diesen Reiter gesehen? In: David R. Bunch: Festung Zehn: Moderan. 1974.
- Head Thumping the Troops (1971, in: David R. Bunch: Moderan)
  - Deutsch: Ich hoffe, ich habe mich klar und unmißverständlich ausgedrückt. In: David R. Bunch: Festung Zehn: Moderan. 1974.
- How They Took Care of Soul in a Last Day for a Non-Beginning (1971, in: David R. Bunch: Moderan)
  - Deutsch: Wie man sich an einem Jüngsten Tag der Seele zum Zwecke eines Nicht-Beginns annahm. In: David R. Bunch: Festung Zehn: Moderan. 1974.
- Interruption in Carnage (1971, in: David R. Bunch: Moderan)
  - Deutsch: Unterbrechung des Gemetzels. In: David R. Bunch: Festung Zehn: Moderan. 1974.
- In the Innermost Room of Authority (1971, in: David R. Bunch: Moderan)
  - Deutsch: Im innersten Raum der Macht. In: David R. Bunch: Festung Zehn: Moderan. 1974.
- The Miracle of the Flowers (1971, in: David R. Bunch: Moderan)
  - Deutsch: Das Blumenwunder. In: David R. Bunch: Festung Zehn: Moderan. 1974.
- New Kings Are Not for Laughing (1971, in: David R. Bunch: Moderan)
  - Deutsch: Über neue Könige macht man keine Witze. In: David R. Bunch: Festung Zehn: Moderan. 1974.
- New-Metal (1971, in: David R. Bunch: Moderan)
  - Deutsch: Neumetall. In: David R. Bunch: Festung Zehn: Moderan. 1974.
- New-Metal Mistress Time (1971, in: David R. Bunch: Moderan)
  - Deutsch: Die Neumetallgeliebte. In: David R. Bunch: Festung Zehn: Moderan. 1974.
- No Cracks or Saggings (1971, in: David R. Bunch: Moderan; auch: No Cracks or Sagging, 2016)
  - Deutsch: Keine Risse oder Dellen. In: David R. Bunch: Festung Zehn: Moderan. 1974.
- Of Hammers and Men (1971, in: David R. Bunch: Moderan)
  - Deutsch: Von Hämmern und Menschen. In: David R. Bunch: Festung Zehn: Moderan. 1974.
- The One from Camelot Moderan (1971, in: David R. Bunch: Moderan)
  - Deutsch: Der Mann aus Moderan-Camelot. In: David R. Bunch: Festung Zehn: Moderan. 1974.
- One Time, a Red Carpet … (1971, in: David R. Bunch: Moderan)
  - Deutsch: Es kam ein roter Teppich. In: David R. Bunch: Festung Zehn: Moderan. 1974.
- The Problem (1971, in: David R. Bunch: Moderan)
  - Deutsch: Das Problem. In: David R. Bunch: Festung Zehn: Moderan. 1974.
- The Stronghold (1971, in: David R. Bunch: Moderan)
  - Deutsch: Die Festung. In: David R. Bunch: Festung Zehn: Moderan. 1974.
- Thinking Back (Our God Is a Helpful God!) (1971, in: David R. Bunch: Moderan)
  - Deutsch: Blick zurück (Unser Gott ist ein hilfreicher Gott). In: David R. Bunch: Festung Zehn: Moderan. 1974.
- To Face Eternity (1971, in: David R. Bunch: Moderan)
  - Deutsch: Der Ewigkeit trotzen. In: David R. Bunch: Festung Zehn: Moderan. 1974.
- Will-Hung and Waiting (1971, in: David R. Bunch: Moderan)
  - Deutsch: Entscheidungsunfähig und wartend. In: David R. Bunch: Festung Zehn: Moderan. 1974.
- Among the Metal-and-People People (1974, in: Robert Silverberg (Hrsg.): New Dimensions IV)
- A Little Girl’s Spring Day in Moderan (in: Galaxy, September-October 1979)

Sammlung:
- Moderan (1971, Sammlung)
  - Deutsch: Festung Zehn: Moderan. Übersetzt von Gerd Hallenberger. Fischer Taschenbuch (Fischer Orbit #40), 1974, ISBN 3-436-01922-4.

Training Talk (Kurzgeschichten)
- Training Talk (in: Fantastic Stories of Imagination, March 1964)
- Training Talk No. 12 (in: The Magazine of Fantasy and Science Fiction, January 1972)
  - Deutsch: Trainingsgespräch Nr. 12. Übersetzt von Michael K. Iwoleit. In: Wolfgang Jeschke und Uwe Luserke (Hrsg.): Frohes Fest!: 13 grausige Bescherungen. Heyne SF&F #4638, 1989, ISBN 3-453-03900-9.

Sammlungen
- We Have a Nervous Job (Gedichte, 1983)
- Bunch! (Kurzgeschichten, 1993)
- David R. „Moderan“ Bunch Does Verse (Gedichte, 1998)
- The Heartacher and the Warehouseman (Gedichte, 2000)

Kurzgeschichten
1951:
- The Pink Umbrella (in: The Nekromantikon, Midyear 1951)

1952:
- In the Globe of Changing Glass (in: Orb, V3 #1, 1952)
- Outside Paverts and Up to Zero Large (in: Orb, V3 #2, 1952)

1953:
- The Mad Man from Machinery Row (in: Fantastic Worlds, Fall 1953)
- Through Crisis with the Gonedaidins (in: Fantastic Worlds, Summer 1953)

1957:
- Routine Emergency (in: If, December 1957)

1959:
- In the Jag-Whiffing Service (in: If, February 1959)
- In the Jag-Whiffling Service (1959)

1960:
- In the Complaints Service (in: Fantastic Science Fiction Stories, February 1960)
- Riders of Thunder (1960)

1961:
- We Regret … (in: Fantastic Stories of Imagination, February 1961)
- Last Zero (in: Fantastic Stories of Imagination, March 1961)
- The Problem Was Lubrication (in: Fantastic Stories of Imagination, May 1961)
- A Small Miracle of Fishhooks and Straight Pins (in: Fantastic Stories of Imagination, June 1961)
- In the Empire (1961)
- Our House (1961)
- The Time Saviour (1961)

1962:
- The Survey Trip (in: Fantastic Stories of Imagination, May 1962)
- Ended (in: Fantastic Stories of Imagination, June 1962)
- Awareness Plan (in: Fantastic Stories of Imagination, November 1962)
- The Reluctant Immortals (in: If, November 1962)
- On the Sunniest Day (1962)

1963:
- Somebody Up There Hates Us (in: Amazing Stories, April 1963)
- The Hall of CD (in: Fantastic Stories of Imagination, June 1963)

1964:
- They Never Come Back From Whoosh! (in: Fantastic Stories of Imagination, February 1964)
- All For Nothing (in: Fantastic Stories of Imagination, May 1964)
- The College of Acceptable Death (in: Fantastic Stories of Imagination, July 1964)
- The Failure (in: Fantastic Stories of Imagination, August 1964)
- A Vision of the King (in: Fantastic Stories of Imagination, September 1964)
- Home to Zero (in: Fantastic Stories of Imagination, October 1964)
- Let Me Call Her Sweetcore (in: Galaxy Magazine, December 1964)
- 2064, or Thereabouts (1964; als Darryl R Groupe)
- Keeping It Simple (1964)

1965:
- Make Mine Trees (in: Fantastic Stories of Imagination, January 1965)
- The Little Doors (in: Fantastic Stories of Imagination, June 1965)
- Doll for the End of the Day (1965)
  - Deutsch: Die Lügengesichter. Übersetzt von Ingrid Neumann und Birgit Bohusch. In: Helmuth W. Mommers und Arnulf D. Krauß (Hrsg.): 21 Grusel-Stories. Heyne Anthologie #21, 1966.
- Investigating the Bidwell Endeavors (1965)

1967:
- The Escaping (1967, in: Harlan Ellison (Hrsg.): Dangerous Visions)

1968:
- That High-Up Blue Day That Saw the Black Sky-Train Come Spinning (in: The Magazine of Fantasy and Science Fiction, March 1968)
- A Scare in Time (in: The Magazine of Fantasy and Science Fiction, September 1968)
- The Monsters (in: Amazing Stories, November 1968)

1969:
- Any Heads at Home (in: Fantastic, February 1969)
- In the Time of Disposal of Infants (in: Amazing Stories, March 1969)
- In a Saucer Down for B-Day (in: Fantastic, April 1969)
  - Deutsch: Mit der Untertasse zum A-Tag. Übersetzt von Joachim Körber. In: Hans Joachim Alpers (Hrsg.): Science Fiction Jahrbuch 1985. Moewig Science Fiction #3654, 1984, ISBN 3-8118-3654-4.
- A Little at All Times (in: Perihelion, #7 Summer 1969)

1970:
- Learning It at Miss Rejoyy’s (in: Fantastic, February 1970)
- In the Land of the Not-Unhappies (in: Fantastic, June 1970)
- Tough Rocks and Hard Stones (in: The Magazine of Fantasy and Science Fiction, September 1970)

1971:
- Price of Leisure (in: Galaxy Magazine, May-June 1971)
- The Joke (in: Fantastic, August 1971)
- Holdholtzer’s Box (1971, in: David Gerrold und Stephen Goldin (Hrsg.): Protostars)
- The Price of Leisure (1971)
  - Deutsch: Der Preis für die Muße. Übersetzt von Thomas Schichtel. In: Hans Joachim Alpers und Gerd Maximovič (Hrsg.): Parsek 2. Parsek GbR Parsek #2, 1990.

1972:
- Yet Another View of Hell (1972, in: Weirdbook Five)
- Two Suns for the King (in: Worlds of If, March-April 1972)
- Up to the Edge of Heaven (in: Fantastic, April 1972)
- The Lady Was for Kroinking (1972, in: David Gerrold und Stephen Goldin (Hrsg.): Generation: An Anthology of Speculative Fiction)
- The Good War (in: Fantastic, December 1972)
- Unwarranted Departure (1972)

1973:
- Seeing Stingy Ed (in: The Haunt of Horror, June 1973)
- Moment of Truth in Suburb Junction (in: Fantastic, September 1973)
- Breakout in Ecol 2 (1973, in: Harry Harrison (Hrsg.): Nova 3)
- The Dirty War (in: Eternity SF, #2 1973)
- Report from the Colony (in: Edge, Autumn/Winter 1973)

1974:
- Alien (in: Fantastic, January 1974)
- Short Time at the Pearly Gates (in: Fantastic, March 1974)
- In the Land That Aimed at Forever (in: Fantastic, May 1974)
- At Bugs Complete (in: Fantastic, July 1974)
- How Xmas Ghosts Are Made (1974, in: David Gerrold und Stephen Goldin (Hrsg.): Alternities)
- Helping Put the Rough Works to Jesse (in: Eternity SF, #3 1974)

1975:
- End of a Singer (in: Fantastic, April 1975)
- The Strange Case of the Birds (in: Fantastic, December 1975)

1978:
- Mr. Who? (in: Fantastic, April 1978)
- Send Us a Planet (in: Fantastic, July 1978)
- Pridey Goeth (in: Fantastic, October 1978)

1979:
- When the Metal Eaters Came (in: Galaxy, June-July 1979)
- Through a Wall and Back (in: Eternity Science Fiction, #1 1979)

1980:
- New Member (in: Fantastic, July 1980)
- The Strange Rider of the Good Year (in: Amazing Stories, November 1980)

1981:
- In the Ball of Frosted Glass (With the Big Pink-Lavender Load) (in: Amazing Stories, March 1981)
- Please Help! Save Our Bugs and Pile Our Birds (1981)

1982:
- December for Stronghold 9 (in: Amazing Science Fiction Stories, June 1982)
- Writer’s Workshop Stories (in: Amazing Science Fiction Stories, September 1982)

1983:
- First Day, First Job, Girl (1983)

1984:
- From the Fishbowl (in: Last Wave, Autumn 1984)

1990:
- For Tomorrow, Daphalene (1990, in: Pulphouse: The Hardback Magazine Issue 11: Spring 1991)
- We Hardly Ever Waked Phene (1990, in: Pulphouse: The Hardback Magazine Issue 11: Spring 1991)

1991:
- Preparation (in: Pulphouse: The Hardback Magazine Issue 11: Spring 1991)

1992:
- The Time Battler (in: Strange Plasma, #5, 1992)

1993:
- Control (1993, in: David R. Bunch: Bunch!)
- On the Sunniest Day of Spring (1993, in: David R. Bunch: Bunch!)
- The Soul Shortchangers (in: Crank! #2, Winter 1993)

1994:
- The From-Far-Up-There-Missile Worry (in: Crank! #4, Autumn 1994)

1997:
- A Saint George Pens a Note to His Dragons (Disclosures and Offers) (in: The Magazine of Fantasy & Science Fiction, September 1997)